# Рутерфорд, Маргарет
Дама Маргарет Тейлор Рутерфорд (англ. Margaret Taylor Rutherford; 11 мая 1892 — 22 мая 1972) — британская актриса, обладательница премии «Оскар» (1964).

## Биография
Маргарет Рутерфорд родилась в пригороде Лондона 11 мая 1892 года. Она была единственным ребёнком в семье мистера и миссис Уильям Рутерфорд Бенн. Её отец страдал слабоумием, а 4 марта 1883 года он даже совершил убийство собственного отца (деда Маргарет Рутерфорд), причём в качестве орудия убийства использовался ночной горшок. В 1904 году он был помещен в психиатрическую больницу для умалишённых преступников, из которой спустя 7 лет был выпущен на попечение своего брата. Младенцем Маргарет была перевезена в Индию, где воспитывалась до трёх лет, а после самоубийства своей матери (она повесилась) вновь вернулась в Великобританию, где стала жить вместе с тётей. Образование Рутерфорд получила в Высшей школе Уимблдон.
Свою карьеру она начала как учитель ораторского искусства, и лишь в 1925 году, в возрасте тридцати трёх лет, дебютировала на сцене театра Олд Вик в Лондоне. В кино она начала появляться в середине 1930-х годов, в основном в комедиях. В 1945 году Маргарет вышла замуж за актёра Стрингера Дэвиса, с которым позже снялась вместе во многих фильмах.

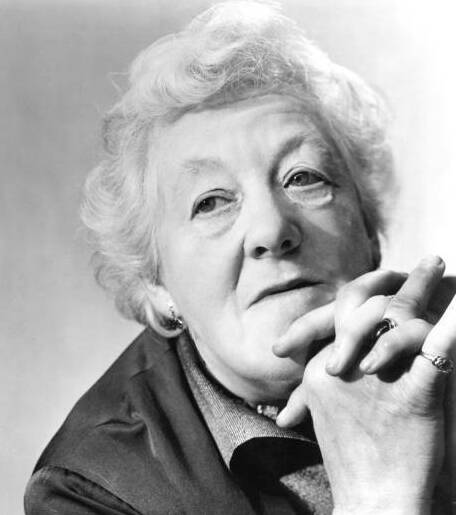

В 1961 году Рутерфорд стала офицером Британской империи (OBE), а в 1967 году она получила повышение до ранга Дамы-командора (DBE).
В том же 1961 году актриса исполнила роль мисс Марпл в фильме «Убийство, сказала она» по роману Агаты Кристи «В 4.50 из Паддингтона», после чего сыграла её ещё в четырёх фильмах, свободно базирующихся на романах Агаты Кристи, имевших зрительский успех. Эти фильмы носили комедийный характер, а мисс Марпл в исполнении Рутерфорд была энергичной, боевой женщиной, чем разительно отличалась от персонажа в оригинальных произведениях. По этой причине сама Агата Кристи первоначально не была в восторге от игры Рутерфорд, однако после личного знакомства с ней и последовавшей за этим дружбой изменила свою точку зрения, и даже посвятила Маргарет Рутерфорд свой роман «И, треснув, зеркало звенит…», вышедший в 1963 году.
В 1964 году Маргарет Рутерфорд стала обладательницей премий «Оскар» за лучшую женскую роль второго плана и «Золотой глобус» в аналогичной номинации за исполнение роли герцогини Брайтонской в фильме «Очень важные персоны», где главные роли исполнили Элизабет Тейлор и Ричард Бёртон. У неё также была примечательная роль в фильме «Фальстаф» (1965), где она сыграла госпожу Квикли.
Последние годы своей жизни актриса страдала от болезни Альцгеймера. Она скончалась от пневмонии 22 мая 1972 года в деревне Чалфонт-Сент-Питер в графстве Бакингемшир и была похоронена на кладбище при церкви Св. Джеймса в Джеррадс-Кросс. Её муж Стрингер Дэвис умер спустя полтора года и был похоронен рядом с ней.

## Избранная фильмография
| Год  |   | Русское название                       | Оригинальное название           | Роль                          |
| ---- | - | -------------------------------------- | ------------------------------- | ----------------------------- |
| 1943 | ф | Жёлтая канарейка                       | Yellow Canary                   | миссис Таучестер              |
| 1945 | ф | Весёлое привидение                     | Blithe Spirit                   | мадам Аркати                  |
| 1949 | ф | Пропуск в Пимлико                      | Passport to Pimlico             | профессор Хаттон-Джонс        |
| 1951 | ф | Оставшийся в тени                      | The Magic Box                   | леди Понд                     |
| 1952 | ф | Как важно быть серьёзным               | The Importance of Being Earnest | мисс Летиша Призм             |
| 1953 | ф | Невиновные в Париже                    | Innocents in Paris              | Глэдис Инглотт                |
| 1953 | ф | Неприятности в лавке                   | Trouble in Store                | мисс Бейкон                   |
| 1957 | ф | Самое маленькое представление на свете | The Smallest Show on Earth      | миссис Фазакали               |
| 1959 | ф | Я в порядке, Джек!                     | I’m All Right Jack              | тётя Долли                    |
| 1961 | ф | В 16.50 из Паддингтона                 | Murder She Said                 | мисс Марпл                    |
| 1963 | ф | Мышь на Луне                           | The Mouse on the Moon           | великая княгиня Глориана XIII |
| 1963 | ф | После похорон                          | Murder at the Gallop            | мисс Марпл                    |
| 1963 | ф | Очень важные персоны                   | The V.I.P.s                     | герцогиня Брайтон             |
| 1964 | ф | Самое жуткое убийство                  | Murder Most Foul                | мисс Марпл                    |
| 1964 | ф | Эй, убийство!                          | Murder Ahoy                     | мисс Марпл                    |
| 1965 | ф | Фальстаф                               | Chimes at Midnight              | госпожа Квикли                |
| 1965 | ф | Убийство по алфавиту                   | The Alphabet Murders            | мисс Марпл                    |
| 1967 | ф | Графиня из Гонконга                    | A Countess From Hong Kong       | мисс Голсволлоу               |
| 1967 | ф | Арабелла                               | Arabella                        | принцесса Илария              |

## Награды и номинации
| Награда        | Год  | Категория                                      | Название работы      | Результат |
| -------------- | ---- | ---------------------------------------------- | -------------------- | --------- |
| Оскар          | 1964 | Лучшая женская роль второго плана              | Очень важные персоны | Победа    |
| Золотой глобус | 1964 | Лучшая женская роль второго плана в кинофильме | Очень важные персоны | Победа    |